# Syneches signatus
Syneches signatus är en tvåvingeart som beskrevs av Jacques-Marie-Frangile Bigot 1859. Syneches signatus ingår i släktet Syneches och familjen puckeldansflugor.
Artens utbredningsområde är Sri Lanka. Inga underarter finns listade i Catalogue of Life.